# Étienne Daho

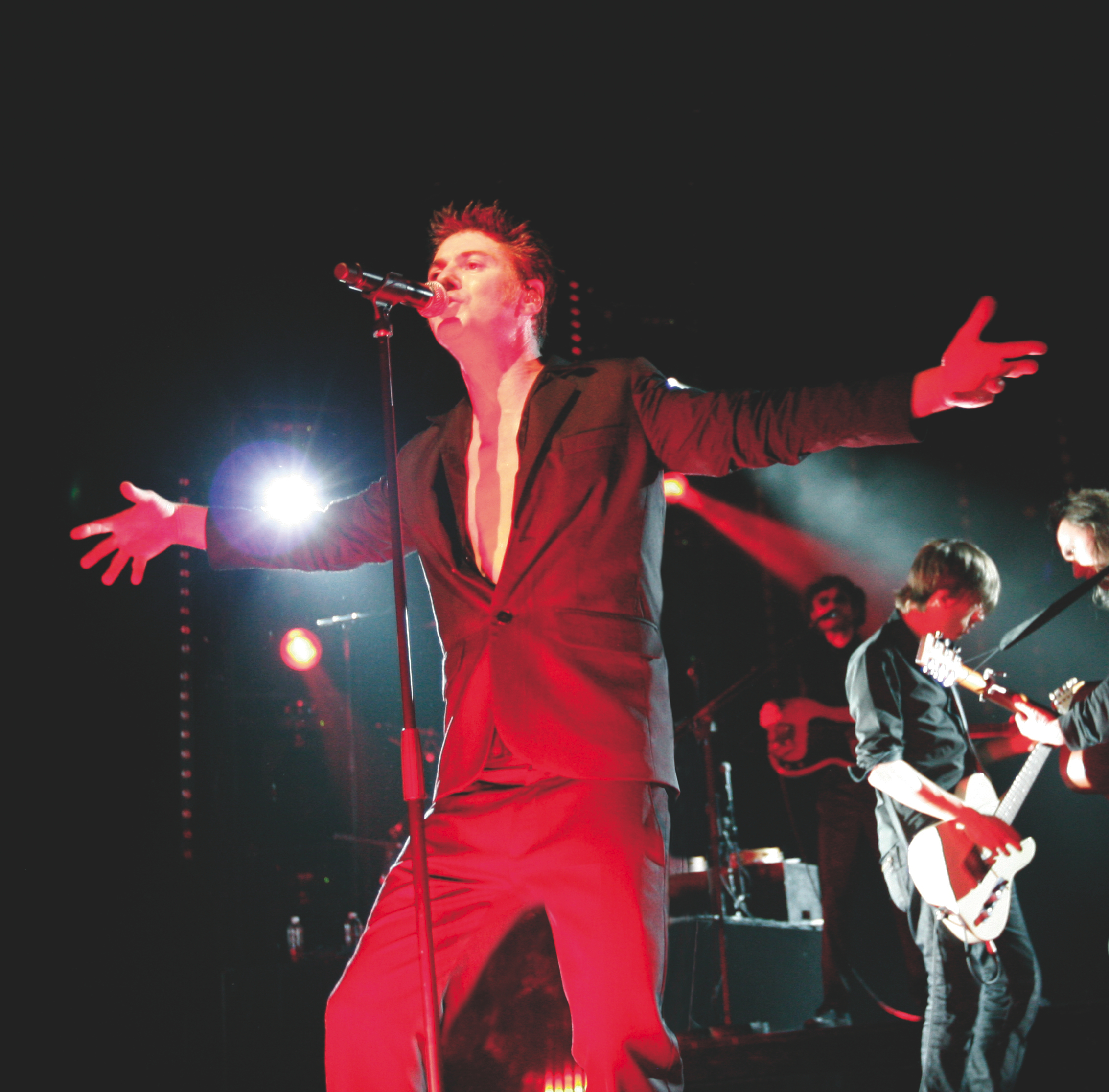
Étienne Daho

Étienne Daho (* 14. Januar 1956 in Oran, Algerien) ist ein französischer Pop-Sänger und Komponist. Er ist außerdem als Musikproduzent und Schauspieler tätig.

## Herkunft und Hinwendung zur Musik
Étienne Daho lebte bis zu seinem achten Lebensjahr in Algerien, wo sich sorglose Tage am Meer mit den Auswirkungen des Kolonialkrieges abwechselten. Dahos Mutter, Lucie Douma, war die Tochter spanischer Immigranten. Um den Unterhalt für ihre Kinder, Étienne und seine beiden älteren Schwestern, verdienen zu können, nachdem der Vater, ein vermögender Kabyle, Militärangehöriger und Hobbymusiker, die Familie im Stich gelassen hatte, schickte sie die Kinder zu ihren Eltern in einen kleinen Ort in der Nähe von Oran. Als sich die politische Situation zuspitzte, bemühte sich Lucie Douma, mit ihren Kindern ausreisen zu dürfen. Da sie dafür die Zustimmung des Ehemannes benötigte, der den Kontakt zur Familie abgebrochen hatte, blieb sie in Algerien zurück, während es ihr gelang, Étienne 1964 zu seiner Tante Francine nach Reims in Frankreich zu schicken. Mit dieser zog er noch im selben Jahr nach Rennes, wohin Étiennes Mutter nachkam. Hier verbrachte Daho seine Jugend und wurde in einer von Jesuiten streng geführten Schule erzogen.
Dahos Leidenschaft für die Musik weckten in dieser Zeit The Velvet Underground, Nico und das erste Album von Pink Floyd (The Piper at the Gates of Dawn), durch das er insbesondere den Gitarristen Syd Barrett für sich entdeckte. Doch interessierte sich Daho nicht nur für Rockmusik, sondern schätzte auch die Chansons von Françoise Hardy und Serge Gainsbourg sowie die Beach Boys. Nach dem Abitur begann er ein Kunst- und Englischstudium an der Université de Haute-Bretagne in Rennes und hielt sich in den Semesterferien oft in London und Manchester auf. Dort entdeckte er 1976 die Punk-Szene und begann selbst Lieder zu schreiben.
Seine Anfänge als aktiver Künstler der französischen Musikszene werden gemeinhin in der „vague rock de Rennes“, der sogenannten Rockwelle von Rennes, verortet. In seiner Studentenzeit gründete Daho dort den Verein Terrapin, um ein Konzert der französischen Punkband Stinky Toys (um die Sängerin Elli Medeiros) zu organisieren. Bei dieser Gelegenheit begegneten sich Daho und Barrett zum ersten Mal und freundeten sich an. Ermutigt von Stinky Toys und Mitgliedern der Band Marquis de Sade debütierte Daho auf der Bühne im Rahmen der Festivals der Transmusicales de Rennes mit der Gruppe Entre les deux fils dénudés de la dynamo. Mit Unterstützung von Franck Darcel und seiner Band, Marquis de Sade, sowie des Fotografen Richard Dumas produzierte Daho eine Demoaufnahme von zehn seiner Kompositionen und stellte sie diversen Schallplattenfirmen vor. Schließlich erhielt er einen Plattenvertrag bei Virgin Records.

## Karriere
Die Aufnahme seiner ersten Langspielplatte, Mythomane (1981), fand in Paris mit den Musikern von Marquis de Sade und Jacno als Produzenten statt. Sie erhielt gute Kritiken, doch der kommerzielle Erfolg blieb aus. Erst 15 Jahre später erhielt Daho eine Goldene Schallplatte für diese Produktion.
Sein zweites Album, La Notte La Notte, wurde von Franck Darcel produziert. Es kam im März 1984 heraus, illustriert mit einem Porträt Dahos von Pierre & Gilles. Zwei daraus ausgekoppelte Elektropop-Singles, Sortir ce soir und Week-end à Rome, wurden seine ersten Erfolge. Daho spielte am 18. April 1985 zum ersten Mal im Olympia vor ausverkauftem Haus. Die TV-Sendung Enfants du rock widmete ihm ein Porträt, in dem er ein Duett mit seiner Freundin Françoise Hardy sang. Er wurde mit dem Bus d’Acier als Rock-Künstler des Jahres 1985 ausgezeichnet.
Im selben Jahr veröffentlichte Daho die Single Tombé pour la France; der Clip dazu wurde von Jean-Pierre Jeunet gedreht. Sein drittes Album, Pop Satori (1986), nahm er in London mit der Gruppe Torch Song von William Orbit auf; die Single-Auskopplung Duel au soleil erreichte Platz 17 in den Top 50. Er galt zu dieser Zeit als einer der Köpfe der französischen Popszene; die Presse sprach gar von einer „Dahomanie“. In der folgenden Zeit spielte Daho in Filmen von Olivier Assayas und Virginie Thévenet mit und gründete sein eigenes Plattenlabel, um selbst andere Künstler zu produzieren.
1988 knüpfte er an seine bisherigen Erfolge mit dem Album Pour nos vies martiennes an, dessen Plattenhülle von Guy Peellaert illustriert wurde. Die folgende Tournee endete mit einem Konzert im Marquee Club in London. Zur selben Zeit wurde Dahos erstes Live-Album, Live ED, veröffentlicht, außerdem der Film Tant pis pour l’Idahoe, in dem er in einem Duett mit Chris Isaak zu sehen ist. Das nächste Album, Paris ailleur (1991), nahm er in New York auf, es wurde vom Fotografen Nick Knight illustriert. Daraus wurden fünf Singles ausgekoppelt, die anschließende Tournee führt durch 14 Länder. Im Jahre 1993 wurde Daho Nummer 4 der Single-Charts mit einer Coverversion von Édith Piafs Mon manège à moi, die er für die Kompilation Piaf-Fréhel, ma grand-mère est une rockeuse aufnahm.
Anfang des Jahres 1995 verbreitete sich das Gerücht, Étienne Daho sei an AIDS erkrankt oder sogar schon gestorben. Mit einer Coverversion des Chansons Dommage que tu sois mort von Brigitte Fontaine hatte er sich 1992 an Urgences, einer Kampagne zur Unterstützung der AIDS-Forschung, beteiligt. Als Antwort auf das Gerücht nahm er 1995 zusammen mit der englischen Gruppe Saint Etienne unter dem gemeinsamen Gruppennamen St. Etienne Daho die EP Reserection (Wiederauferstehung) auf. Dafür adaptierte er Saint-Etienne-Titel mit französischen Texten, während sein französischsprachiger Hit Week-end à Rome als He’s on the phone auf der Platte erschien. In den britischen Musikcharts erreichte er damit Platz 11, woraufhin sich die Gelegenheit ergab, auch in der bekannten britischen Fernsehsendung Top of the Pops aufzutreten.
Auf seinem Album Eden waren neue musikalische Einflüsse von Groove, Jungle und Bossa Nova zu hören. Das Album, das auch ein Duett mit Astrud Gilberto, Les bords de Seine, enthält, wurde in London aufgenommen, wo Daho zu dieser Zeit lebte. Während seiner Kaleidoscope Tour gab er ein Konzert im Londoner Institute of Contemporary Arts. Aus seinem ersten Best-of-Album wurde 1998 die Single Le premier jour veröffentlicht, ursprünglich ein Lied von Sarah Cracknell. Er schrieb L’autre moi für Jane Birkin und sang im Duett mit Vanessa Paradis Dis-lui toi que je t’aime in der französischen Fernsehsendung La soirée des enfoirés.
Sein nächstes Album, Corps et armes, kam im Jahr 2000 auf den Markt, es wurde in London zusammen mit der Band Les Valentins aufgenommen. Es ist Dahos erstes Album, das Platz 1 der Album-Charts erreichte. Musikalisch steht es im Gegensatz zum elektronisch gehaltenen Vorgängeralbum, Eden, mit Streichern und näher am Chanson. Während seiner Tournee Le tour de l’été sans fin spielte er eine Woche im Pariser Olympia und trat mit Vanessa Daou auf.
Im Jahr 2002 wurde Daho mit dem nationalen Verdienstorden eines Chevalier de l’Ordre du Mérite ausgezeichnet. Ein Jahr später kam sein neuntes Studioalbum, Réévolution, heraus. Darauf sind die Titel If, ein Duo mit Charlotte Gainsbourg, das er zuvor bereits solo im Album Ginger Ale aufgezeichnet hatte, das Duo Les lis d’Eros mit Marianne Faithfull und Retour à toi, eine Hommage an Phil Spector.
Im Jahr 2006, zwei Jahrzehnte nach der Veröffentlichung von Pop Satori, legte das Label Capitol Records dieses Album erneut auf, und Daho spielte noch einmal das gesamte Album im Olympia in Paris beim Festival der Inrockuptibles. 2007 erschien die Platte L’invitation, die bei den Victoires de la Musique als bestes Rock/Pop-Album 2008 ausgezeichnet wurde. Ein Jahr später wurde das Tributealbum Tombé pour Daho veröffentlicht, an dem sich unter anderem Benjamin Biolay beteiligte.
Sein Album Les chansons de l’innocence retrouvée (2013) erhielt gute Kritiken, an den Aufnahmen waren Nile Rodgers, Dominique A und Debbie Harry beteiligt.
In seiner Karriere hat Étienne Daho oft mit anderen bekannten Musikern im Studio und auf der Bühne gearbeitet, so mit Brigitte Fontaine, Arthur Baker, Air, Working Week, Comateens, Jane Birkin, Marianne Faithfull, Françoise Hardy, Charlotte Gainsbourg, Vanessa Paradis, Jacques Dutronc und Dani. Er hat auch selbst als Produzent an Platten von Daniel Darc, Bill Pritchard und anderen gearbeitet.

## Privates
Über Dahos Privatleben sind nur wenige Details bekannt. In einigen seiner Lieder und wenigen Interviews thematisierte er seine Bisexualität. Bekannt ist außerdem, dass er im Alter von 17 Jahren Vater wurde, jedoch keinerlei Kontakt zu seinem Kind hat, ebenso wie er keinen Kontakt zu seinem eigenen Vater hatte.

## Diskografie
Studioalben

| Jahr | Titel                                     | Höchstplatzierung, Gesamtwochen, AuszeichnungChartplatzierungen (Jahr, Titel, Platzierungen, Wochen, Auszeichnungen, Anmerkungen) | Höchstplatzierung, Gesamtwochen, AuszeichnungChartplatzierungen (Jahr, Titel, Platzierungen, Wochen, Auszeichnungen, Anmerkungen) | Höchstplatzierung, Gesamtwochen, AuszeichnungChartplatzierungen (Jahr, Titel, Platzierungen, Wochen, Auszeichnungen, Anmerkungen) | Höchstplatzierung, Gesamtwochen, AuszeichnungChartplatzierungen (Jahr, Titel, Platzierungen, Wochen, Auszeichnungen, Anmerkungen) | Höchstplatzierung, Gesamtwochen, AuszeichnungChartplatzierungen (Jahr, Titel, Platzierungen, Wochen, Auszeichnungen, Anmerkungen) | Anmerkungen                                                 |
| Jahr | Titel                                     | DE | CH | UK | FR | BEW | Anmerkungen                                                 |
| ---- | ----------------------------------------- | --- | --- | --- | --- | --- | ----------------------------------------------------------- |
| 1981 | Mythomane                                 | — | — | — | — | — | Erstveröffentlichung: November 1981                         |
| 1984 | La notte, la notte                        | — | — | — | FR— ×2DoppelgoldFR | — | Erstveröffentlichung: 3. März 1984 Verkäufe: + 200.000      |
| 1985 | Tombé pour la France                      | — | — | — | — | — | Erstveröffentlichung: 4. März 1985 Mini-Album               |
| 1986 | Pop Satori                                | — | — | — | FR— PlatinFR | — | Erstveröffentlichung: 1. April 1986 Verkäufe: + 400.000     |
| 1988 | Pour nos vies martiennes                  | — | — | — | FR— PlatinFR | — | Erstveröffentlichung: 1. Juni 1988 Verkäufe: + 300.000      |
| 1991 | Paris ailleurs                            | — | — | — | FR— PlatinFR | — | Erstveröffentlichung: 6. Dezember 1991 Verkäufe: + 300.000  |
| 1996 | Eden                                      | — | — | — | FR7 Gold · (12 Wo.)FR | BEW8 (6 Wo.)BEW | Erstveröffentlichung: 19. November 1996 Verkäufe: + 100.000 |
| 2000 | Corps et armes                            | — | CH64 (4 Wo.)CH | — | FR1 Gold · (12 Wo.)FR | BEW3 (24 Wo.)BEW | Erstveröffentlichung: 18. März 2000 Verkäufe: + 100.000     |
| 2003 | Réévolution                               | — | CH56 (2 Wo.)CH | — | FR5 Gold · (39 Wo.)FR | BEW2 (31 Wo.)BEW | Erstveröffentlichung: 3. November 2003 Verkäufe: + 100.000  |
| 2007 | L’invitation                              | — | CH51 (4 Wo.)CH | — | FR2 Platin · (52 Wo.)FR | BEW9 (19 Wo.)BEW | Erstveröffentlichung: 2. November 2007 Verkäufe: + 100.000  |
| 2013 | Les chansons de l’innocence retrouvée     | — | CH34 (3 Wo.)CH | — | FR3 Platin · (33 Wo.)FR | BEW6 (48 Wo.)BEW | Erstveröffentlichung: 15. November 2013 Verkäufe: + 100.000 |
| 2014 | Diskönoir                                 | — | — | — | FR53 (6 Wo.)FR | BEW54 (11 Wo.)BEW | Erstveröffentlichung: 24. November 2014                     |
| 2015 | L’homme qui marche – Best of Etienne Daho | — | CH76 (1 Wo.)CH | — | FR14 (12 Wo.)FR | BEW17 (34 Wo.)BEW | Erstveröffentlichung: 6. November 2015                      |
| 2017 | Blitz                                     | — | CH23 (3 Wo.)CH | — | FR6 (16 Wo.)FR | BEW5 (35 Wo.)BEW | Erstveröffentlichung: 17. November 2017                     |
| 2023 | Tirer la nuit sur les étoiles             | — | CH10 (2 Wo.)CH | — | FR1 Gold · (16 Wo.)FR | BEW1 (15 Wo.)BEW | Erstveröffentlichung: 12. Mai 2023 Verkäufe: + 50.000       |

grau schraffiert: keine Chartdaten aus diesem Jahr verfügbar